# 吉住良輔
吉住 良輔（よしずみ りょうすけ、1884年11月27日 - 1963年2月18日）は、日本陸軍の軍人。最終階級は陸軍中将。

## 経歴
三重県出身。1905年（明治38年）3月、陸軍士官学校（17期）を卒業し、翌月、歩兵少尉に任官。1916年（大正5年）11月、陸軍大学校（28期）を卒業した。
1929年（昭和4年）3月、歩兵大佐に昇進し歩兵第57連隊長に就任。1930年（昭和5年）8月、本郷連隊区司令官に転じ、第1師団参謀長、教育総監部庶務課長を歴任。1933年（昭和8年）12月、陸軍少将に進級し歩兵第36旅団長となる。
1935年（昭和10年）12月、第1師団司令部付に転じ、第4師団司令部付を経て、1937年（昭和12年）8月、陸軍中将に昇進し第9師団長に親補された。日中戦争に出征し、第二次上海事変、南京攻略戦、徐州会戦、武漢作戦を戦い、1938年（昭和13年）6月に復員。1939年（昭和14年）12月、待命となり予備役に編入された。

## 栄典
勲章等
- 1937年（昭和12年）8月16日 - 勲二等瑞宝章[1]
- 1940年（昭和15年）8月15日 - 紀元二千六百年祝典記念章[2]